# Амурская правда
«Аму́рская пра́вда» — ежедневная региональная общественно-политическая газета Амурской области. Издается с 24 февраля 1918 года.

## Общая информация
«Амурская правда» — общественно-политическое издание Приамурья, распространяющееся на всей территории Амурской области. В газете публикуются новости, аналитика, экономические и политические обзоры, репортажи, интервью, очерки, заметки, отражающие все стороны жизни региона. На страницах издания публикуются законы, постановления и распоряжения различных ветвей власти, сообщения о конкурсах, аукционах и котировках.
«Амурская правда» печатается еженедельно в полноцветном режиме в форме «толстушки» — на 32 полосах по четвергам. Ряд специальных рубрик и приложений — «Один день с vip-персоной», «100 вопросов взрослому», «Приглашенный редактор», «Азбука жизни», «Телеком», «Звездное меню», «Худеем» и другие позволяют расширить контент газеты.
Аудитория издания обширна и разнообразна. «Амурскую правду» читают представители политической и деловой элиты Приамурья, творческой интеллигенции, молодежи, пенсионеров. Еженедельный тираж составляет 10 000 экз.

## История
24 февраля 1918 года в Благовещенске вышел первый номер газеты «Известия Благовещенского Совета рабочих, солдатских и крестьянских депутатов». Выпустив семь номеров, в марте она сменила имя на «Известия областного Совета рабочих, солдатских и крестьянских депутатов», а в апреле стала называться «Известия Совета трудящихся Амурской социалистической федеративной республики».
Осенью 1918 года издание газеты было приостановлено в связи с началом в Приамурье японской интервенции. Редактор Яков Шафир арестован белогвардейцами и 26 марта 1919 года казнён в числе 16 амурских комиссаров.
«Буржуазная печать знала массовую бульварную газету — и только. Нам же нужна серьёзная массовая газета, которая воспитывала бы массовика и в то же время привлекала бы его. Выработать такой тип газеты можно лишь тогда, когда каждый свой шаг мы будем корректировать, сверяя, соответствует ли он понятиям, вкусам и потребностям массовика», — писал Яков Шафир в 1921 году.
С декабря 1919 года по решению Амурского областного военно-полевого коллектива и «Таёжного исполкома» стала издаваться партизанская газета «Красный клич». Её четвёртый, последний, номер вышел 7 февраля 1920 года, а уже на следующий день, 8 февраля, в освобождённом от белогвардейцев Благовещенске увидела свет газета «Амурская правда» — прямая правопреемница всех трёх амурских «Известий» и «Красного клича».
Председатель Амурского подпольного комитета РКП(б) Яков Яковлев вспоминал: «5 февраля созываем расширенное заседание военных и рабочих представителей … Весь день и ночь шла горячая работа … Написали воззвание к населению. Организовали издание газеты „Амурская правда“, редактором её назначили Трилиссера».
Первым редактором «Амурской правды» стал профессиональный революционер Меер (Михаил) Трилиссер, но уже с марта 1920 года он возглавил областной комитет РКП(б), а редактором газеты был назначен Пётр Караваев, которого в 1921 году сменил Герасим Шпилев.
На 2023 год главным редактором «Амурской правды» является Елена Павлова, генеральным директором — Евгений Басенко. Журналисты газеты — победители множества российских и международных конкурсов. «Амурская правда» является неоднократным победителем Всероссийского конкурса «10 лучших газет России».
С 1934 года издание проводит самое масштабное спортивное мероприятие в области — традиционную легкоатлетическую эстафету, которая проходит в Благовещенске.

## Кадры
В разные годы в штате газеты работали:
- Меер (Михаил) Трилиссер, один из руководителей советских органов государственной безопасности,
- Альберт Кривченко, первый глава администрации Амурской области,
- Леонид Коротков, губернатор Амурской области.

## Награды
- Орден Трудового Красного Знамени (11 марта 1968) — «За плодотворную работу по коммунистическому воспитанию трудящихся Амурской области, мобилизации их на выполнение задач хозяйственного и культурного строительства и в связи с 50-летием со дня выхода первого номера».